# Korunkový uzávěr

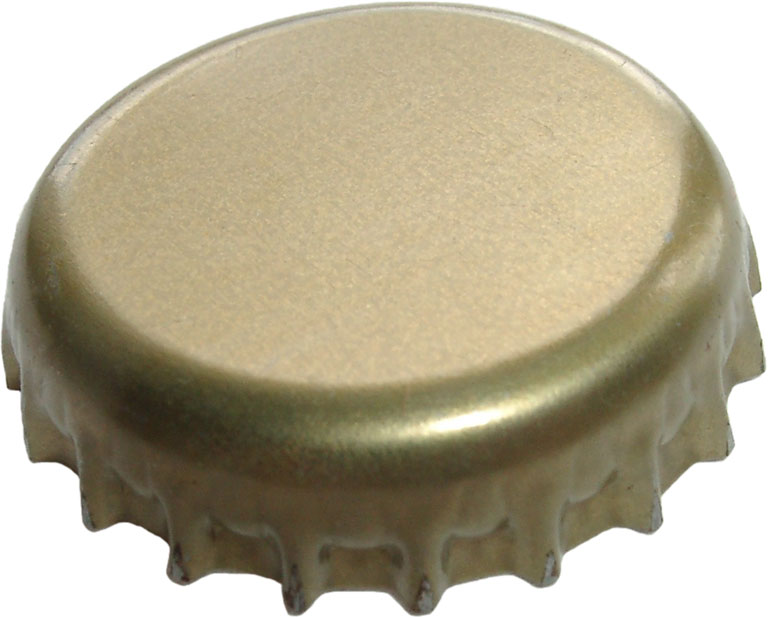
Nepoužitý korunkový uzávěr

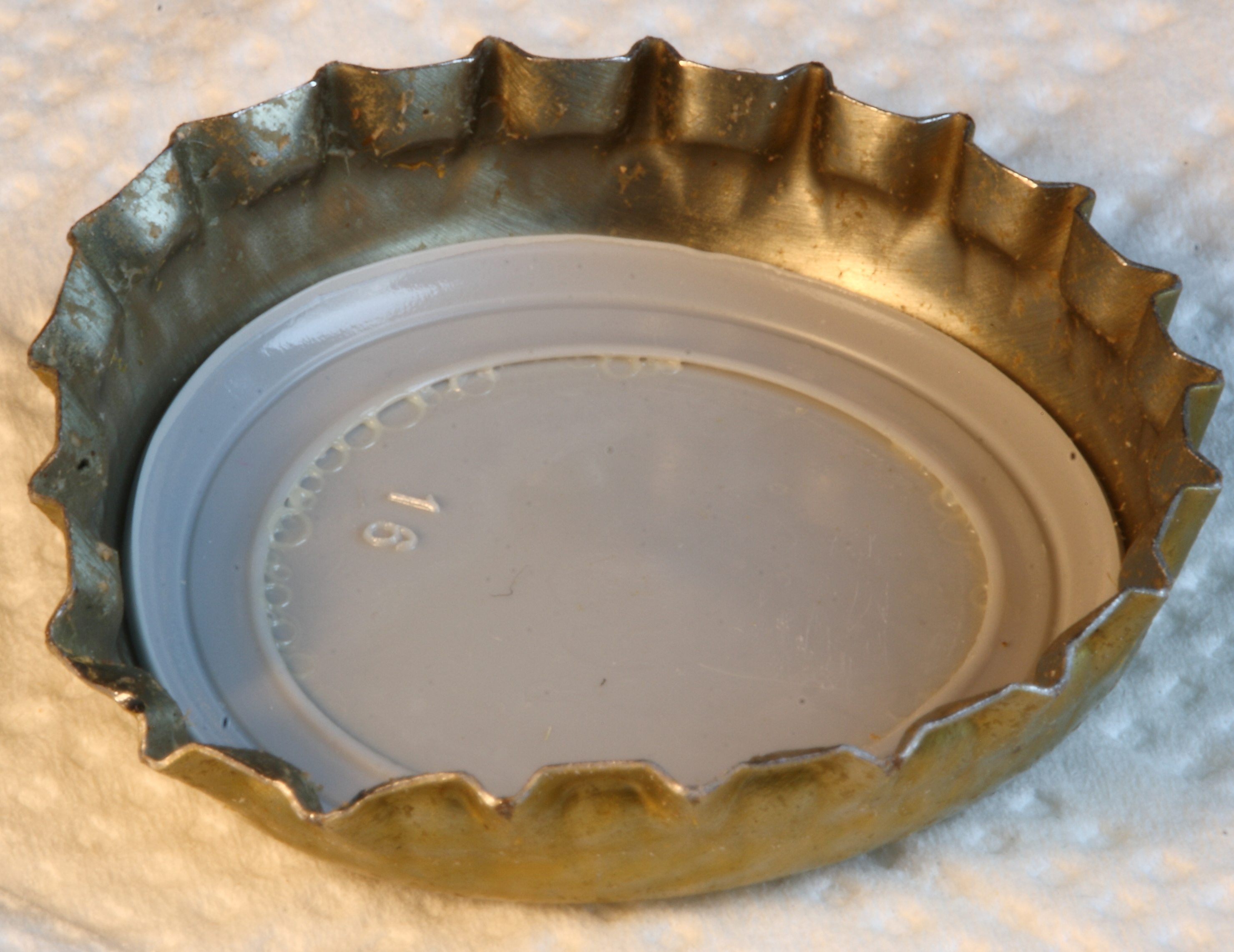
Použitý korunkový uzávěr

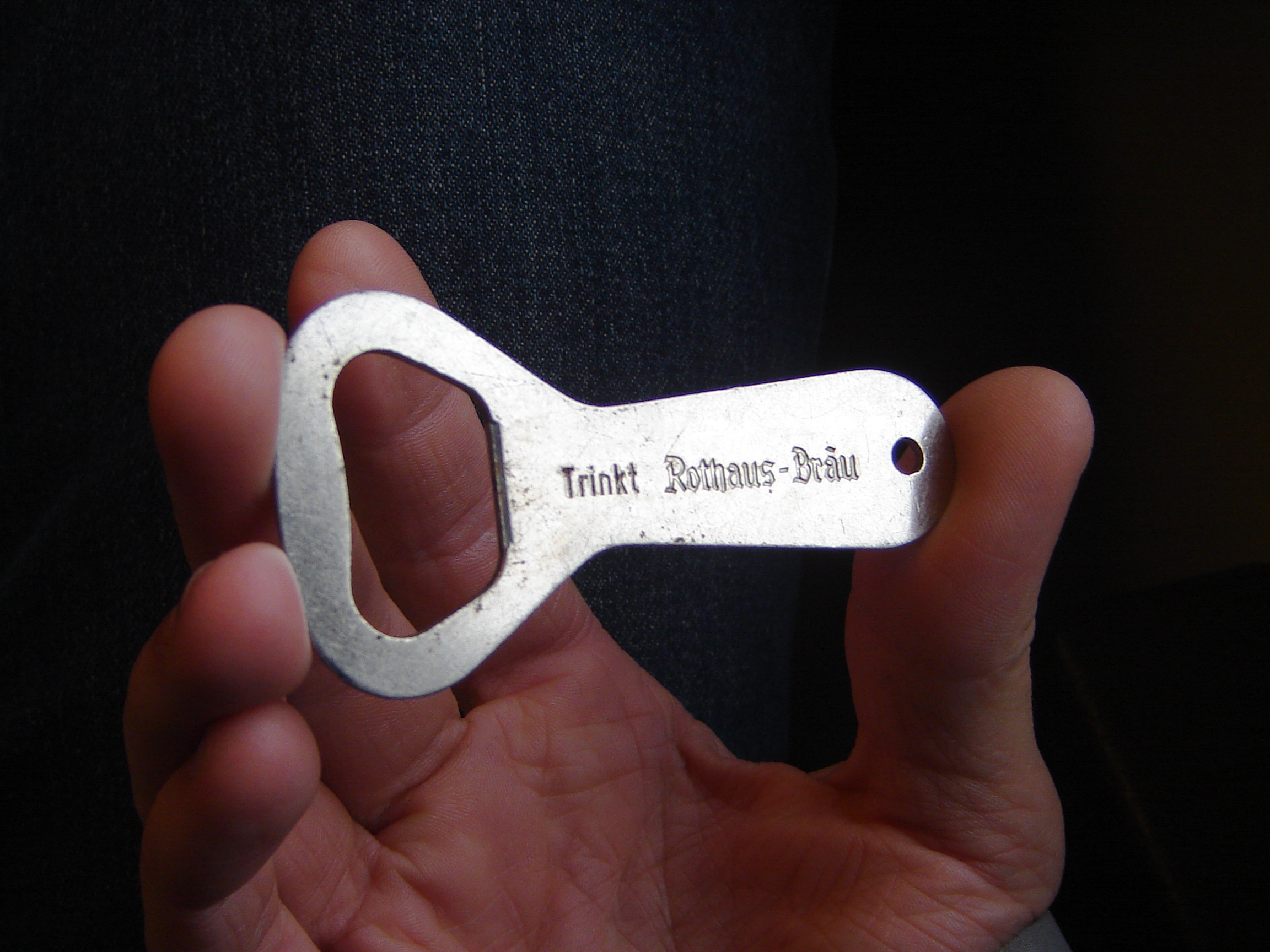
Otvírák klasické koncepce

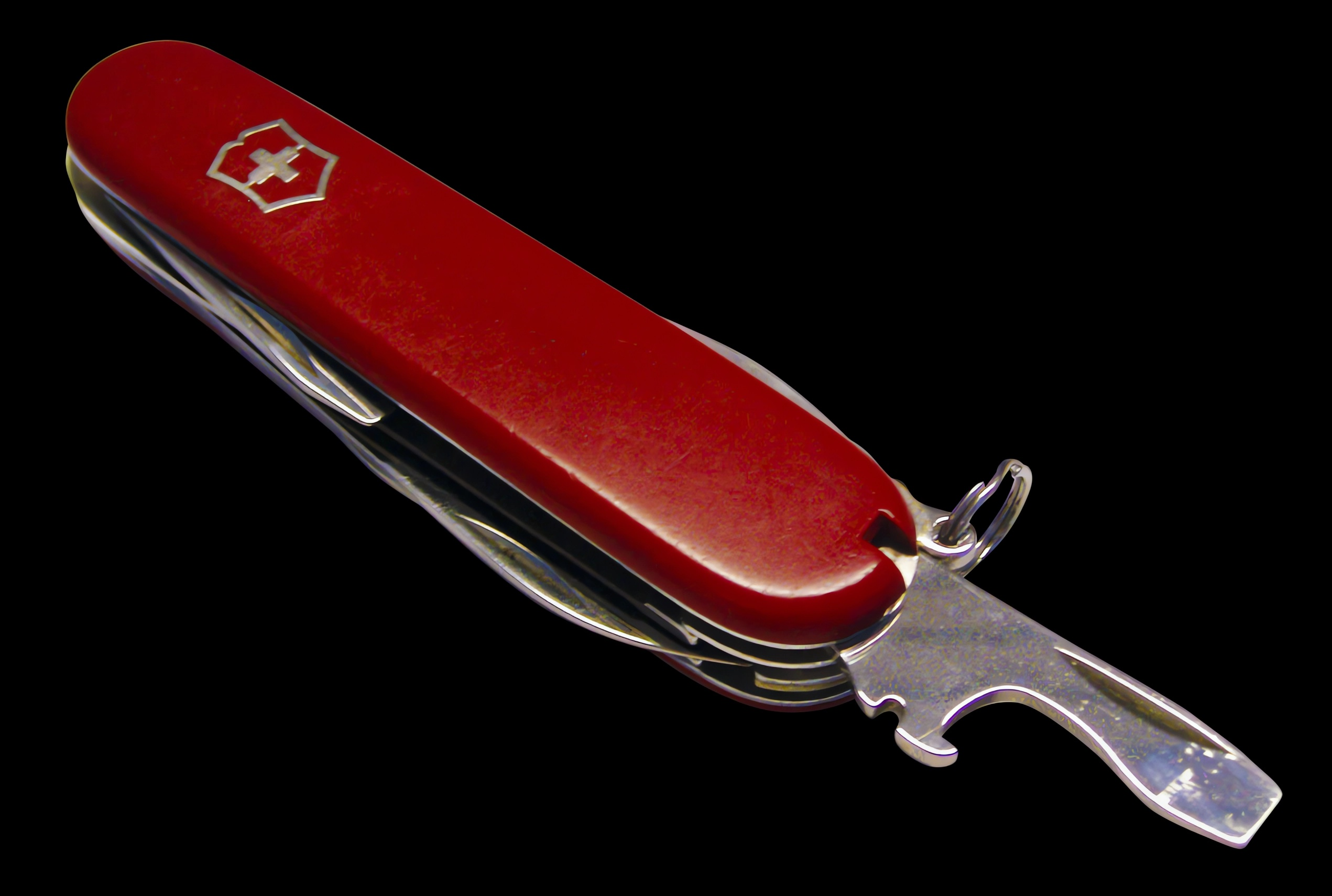
Otvírák jako součást kapesního nože

Korunkový uzávěr je uzávěr skleněných nápojových lahví. Upevňuje se na láhev nalisováním a zajišťuje vzduchotěsné uzavření lahve. Asi nejznámější využití je na pivních lahvích. K otevření lahve uzavřené korunkovým uzávěrem se používá specializovaný nástroj: otvírák lahví.

## Popis korunkového uzávěru
Korunkový uzávěr je plechový výlisek miskovitého tvaru s okraji prolisovanými do tvaru korunky. Dovnitř misky je vtlačena těsnicí vložka z lisovaného korku, PVC nebo polyetylenu. Tento uzávěr je jednorázový. Při otevření se nevratně zdeformuje a nelze ho opakovaně použít. Na vnějším povrchu bývá opatřen potiskem s logem výrobce nápoje, případně jménem nápoje v lahvi. Díky těmto potiskům se použité korunkové uzávěry také sbírají obdobně jako třeba poštovní známky.

## Historie vzniku korunkových uzávěrů
Korunkový uzávěr byl patentován v roce 1892 vynálezcem Williamem Painterem z Baltimoru (Maryland, USA). Pojmenoval svůj vynález "Crown Cork", to je "korunková zátka." Korunkové uzávěry byly v USA použity nejdříve na pivní lahve, kde nahradily třmenové uzávěry. Třmenový uzávěr byla porcelánová zátka s těsnicí hmotou po obvodu, přitlačovaná drátěnou konstrukcí k hrdlu lahve. Výroba korunkových uzávěrů se ukázala výrazně jednodušší a plnění lahví rychlejší.

## Technická specifikace a výroba
Rozměry a vlastnosti korunkových uzávěrů jsou normalizovány následovně (rozměry v milimetrech): vnitřní průměr 26,75 ± 0,15; výška 6 ± 0,15; vnější průměr 32,1 ± 0,2; tloušťka plechu 0,235 ± 0,02. Obvyklý korunkový uzávěr má celosvětově přesně 21 vroubků. Dříve se používalo 24 vroubků, ale dnes je lem na hrdle lahve menší. Lichý počet vroubků byl zvolen pro spolehlivější navádění v plnicí a uzavírací lince. Uzávěry se sudým počtem vroubků se snáze zdeformovaly a znehodnotily. Jako materiál pro výrobu korunkových uzávěrů se používá pocínovaný bílý plech. Tabule plechu jsou oboustranně lakovány pro zvýšení korozní odolnosti. Lisováním získávají uzávěry svůj typický 21vroubkový tvar a současně je do nich vtlačena korková nebo plastová těsnicí vložka. Uzávěry mohou být na vnitřní straně opatřeny dodatečným potiskem pro spotřebitelské soutěže.

## Odvozené varianty uzávěrů
Pro speciální typy lahví je možné korunkový uzávěr vyrobit jako šroubovací. Takový uzávěr je možné otevírat bez nástroje a také zpětně uzavírat. Takové uzávěry se vyskytují pod obchodními názvy "Twist top" nebo "Twist off".
Pro mléčné výrobky ve skleněných lahvích se zejména v 70. a 80. letech v Československu používaly obdobné uzávěry pro výrazně širší hrdlo z podstatně tenčího plechu. Tyto lahve se neotevíraly za pomoci otvíráku, ale víčko se promáčklo palcem.